# カマリナ
カマリナ（ギリシア語：Καμάρινα、ラテン語イタリア語シチリア語：Camarina）はシケリア（シチリア）の古代都市である。現在の行政区分ではラグーザ県ヴィットーリアに位置し、市の中心から20キロメートルほど離れた海沿いのスコグリッティ地区に遺跡と考古学博物館がある。

## 歴史
カマリナは紀元前599年にシュラクサイが建設した植民都市であるが、紀元前552年にその母都市から破壊された。
しかし、ゲラ（現在のジェーラ）人でオリンピックの戦車競争の勝者であるパミウス（en）によって紀元前461年に再建された。シュラクサイには敵意を抱いていたようであり、紀元前427年にアテナイ艦隊が遠征して来た際にはこれと同盟しているが、紀元前415年から紀元前413年にかけて大規模なアテナイのシケリア遠征が実施された際には、シュラクサイに多少の支援を行っている。紀元前405年にはカルタゴに破壊され（カマリナ略奪）、紀元前339年にティモレオンによって再建されたが、第一次ポエニ戦争中の紀元前258年に共和政ローマのものとなった。
カマリナが完全に破壊されたのは853年のことである。その後、古代都市の跡は急速に砂丘化し、近隣に石も少なかったため、ゲラの住民でさえもカマリナの遺跡を採石場代わりに使った。このため、現在はアテーナー神殿の壁がほんの少しと、いくつかの住居の基礎部分以外は地上には何も無い。また、発掘により城壁の一部が確認され、またネクロポリスの調査が行われている。

## 湿地と伝染病
カルタゴがカマリナを略奪する少し前、カマリナに謎の病気が蔓延した。カマリナの北方には湿地帯があり、これが北方からの敵の侵攻を防御していたが、この湿地が疾病の原因ではないかと考えられた。このため、湿地を排水して乾燥させることにより、病気は沈静化するとの考えた広まった（細菌説が提唱されるはるか前の話であるが、沼地と疾病の関連性は既に考えられていた。例えばエンペドクレスは湿地帯を乾燥させてセリヌスを救っている）。神託を問うたところ、病気は時ととも収まるので排水の必要はないとのことであった。しかし不満は広がり、街の指導者は神託に反して排水を行うことを決定した。湿地が乾燥されると、当然ではあるがカルタゴ軍を阻止するものは無くなってしまった。このため、カルタゴ軍が接近すると、シュラクサイのディオニュシオス1世は街の放棄を命じた。カルタゴ軍は乾燥したばかりの湿地を通って街に侵攻し、残留していた住民を殺して略奪した。
この湿地を乾燥させた話は、ストラボン（紀元前64年頃 – 24年頃 ）が伝えており、またカール・セーガンもその著書『惑星へ』で紹介している。他方、この話は「恐怖や神託を無視しての行動は、多くの場合改善しようとした問題を悪化させる」例として、後世の作家が教訓として伝えている。

## 遺跡
現在残っている遺跡はほとんどない。アルカイック期の墓地（紀元前7世紀）とアテーナー神殿の一部のみである。近くには紀元前5世紀から紀元前4世紀のアクロポリスがある。発掘された遺物は地元の考古学博物館とシラクサの考古学博物館にある。イスラム時代のものであるが、考古学公園には「Hamman qbel Jamaa」（モスクに入る前に沐浴するための公共の風呂）の遺跡があるが、これはシチリアでは唯一のものである。

## ギャラリー

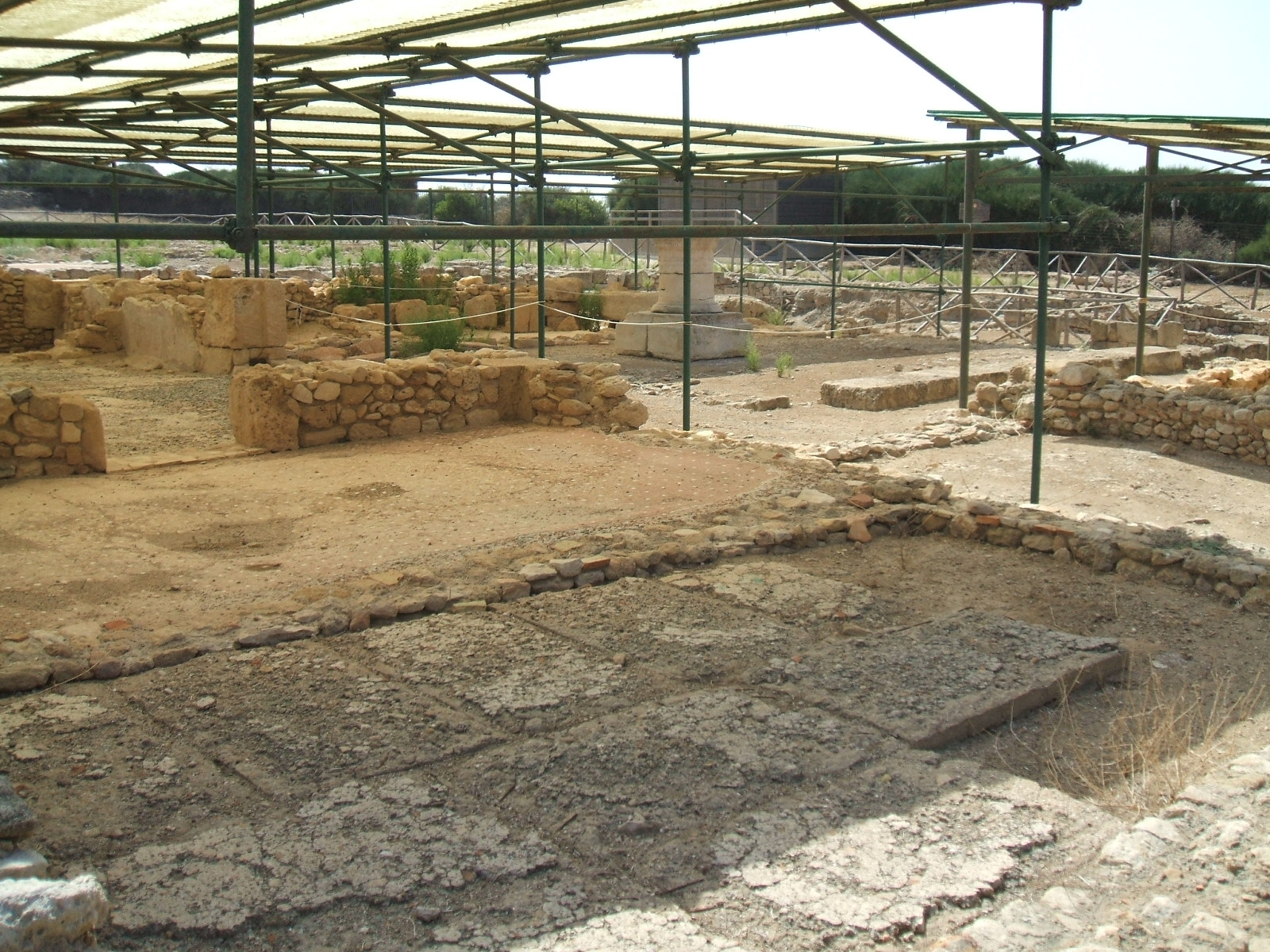
祭壇のある家
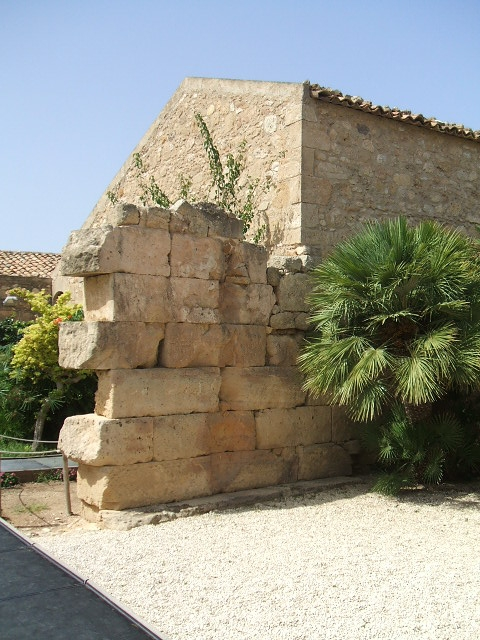
アテーナー神殿の壁の一部
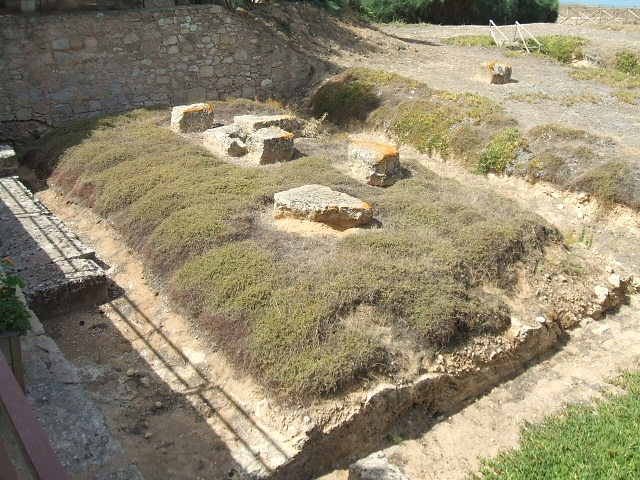
アテーナー神殿の遺跡
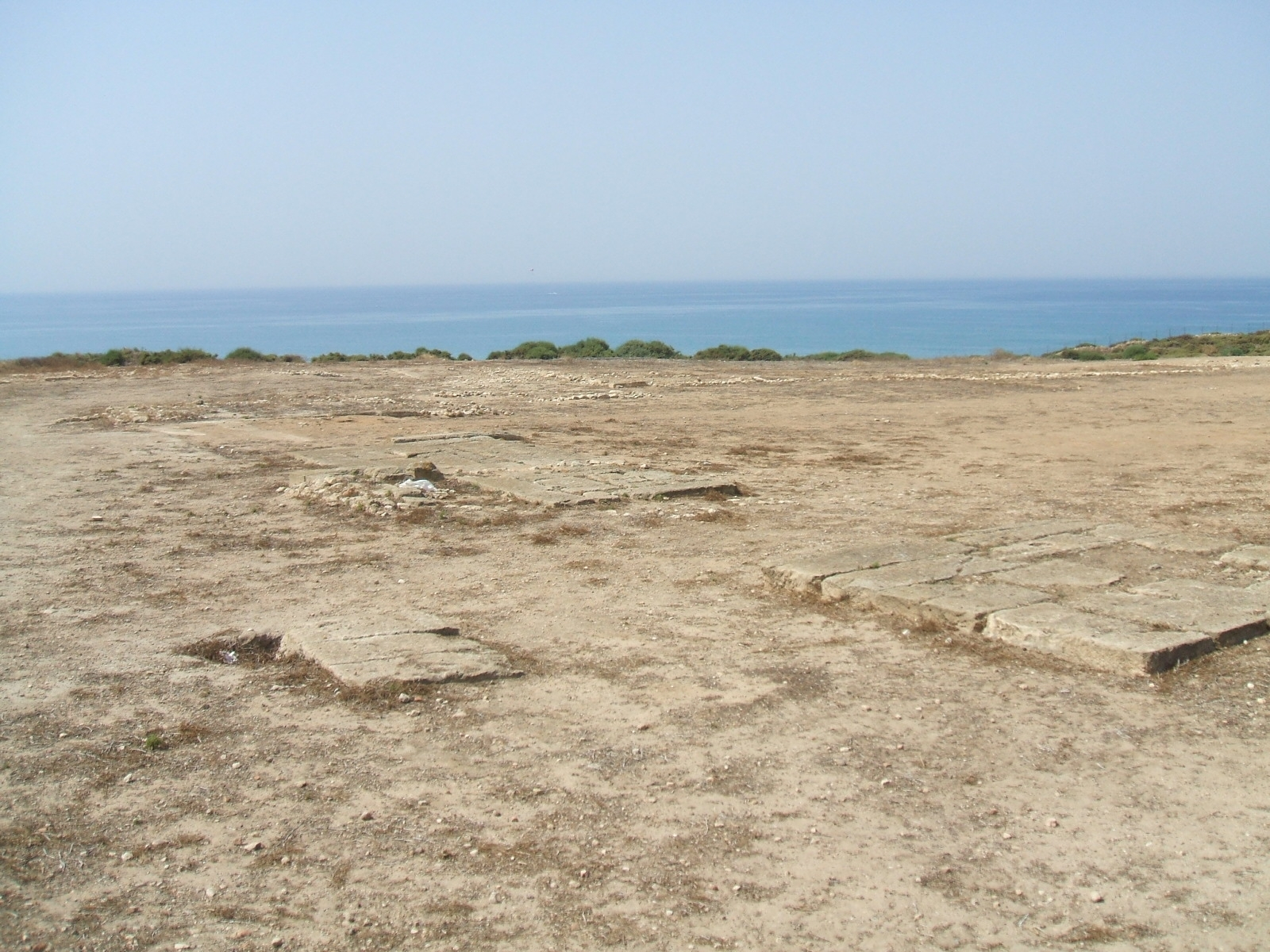
アゴラ

## 参考資料
- この記事にはアメリカ合衆国内で著作権が消滅した次の百科事典本文を含む: Chisholm, Hugh, ed. (1911). "Camarina". Encyclopædia Britannica (英語). Vol. 5 (11th ed.). Cambridge University Press. p. 80.